# Judy Grinhamová
Judy Grinhamová (celým jménem Judith Brenda Grinhamová-Rowleyová, * 5. března 1939 Londýn) je bývalá britská plavkyně, členka klubu Hampstead Ladies.
Na Letních olympijských hrách 1956 vyhrála závod na 100 metrů znak ve světovém rekordu 1:12,9. Získala tak pro britské ženské plavání první olympijské zlato od roku 1924. Se štafetou na 100 m volným způsobem skončila na melbournské olympiádě na osmém místě. V roce 1958 na Hrách Britského impéria a Commonwealthu zvítězila na 110 yardů znak i v polohové štafetě na 4×110 yardů, kde anglický tým vytvořil světový rekord 4:54,0. Na Mistrovství Evropy v plaveckých sportech v roce 1958 vyhrála na 100 m znak, byla druhá v kraulařské štafetě a třetí v polohové štafetě a individuálním závodě na 100 m volným způsobem. Stala se tak první ženou v historii, která v jakémkoli sportu vyhrála zároveň evropský šampionát, olympiádu i Hry Commonwealthu. Také vyhrála sedmkrát anglické amatérské mistrovství v plavání. V letech 1956 a 1958 byla zvolena britskou sportovkyní roku.
V roce 1959 ukončila závodní kariéru. Hrála pak menší roli ve filmové komedii Gilberta Gunna Operation Bullshine. Roku 1960 se provdala za novináře Pata Rowleyho, s nímž měla syna Keitha a dceru Alison. V roce 1977 se rozvedla, o dva roky později si vzala Michaela Roea. Má pět vlastních a pět nevlastních vnoučat.
V roce 1981 byla uvedena do Mezinárodní plavecké síně slávy. O královniných narozeninách 2007 jí byl udělen Řád britského impéria.